# Антуан II де Лален
Антуан II де Лален (фр. Antoine II de Lalaing; ок. 1535, Брюссель — 11 декабря 1568, близ Реймса), 3-й граф ван Хогстратен, барон де Сомбресс, сеньор ван Борселен — государственный деятель Габсбургских Нидерландов.

## Биография
Сын Филиппа I де Лалена, графа ван Хогстратена, и графини Анны фон Ренненберг.
Наследовал отцу в 1555 году. В 1557 году участвовал в битве при Сен-Кантене. В 1558 году на первом капитуле ордена Гроба Господнего принят в число его рыцарей.
В 1559 году на капитуле в Генте пожалован Филиппом II в рыцари ордена Золотого руна. 25 апреля 1561 получил ордонансовую роту, вакантную после смерти маркиза де Вера.
После отъезда Филиппа в Испанию сблизился с группировкой Вильгельма Оранского, недовольной правлением кардинала Гранвеллы. Оставаясь ревностным католиком, разделял федералистские взгляды своего друга Вильгельма Молчаливого.
Совершил поездку в Вену, чтобы от имени короля принять нидерландские земли, являвшиеся ленами империи. Вернулся в Брюссель в то время, когда Оранский с единомышленниками готовились подать Маргарите Пармской петицию о защите вольностей страны. Правительница, извещенная об их намерениях, и знавшая, что графу известно содержание документа, потребовала у него объяснений. Лален ответил, что требования недовольных справедливы, но отказался сообщить содержание петиции, сославшись на принесенную клятву.
Маргарита безуспешно пыталась принудить его к ответу, указывая на то, что он связан тройной присягой: как вассал, как рыцарь ордена Золотого руна и как капитан ордонансовой роты.
Граф ван Хогстратен участвовал в банкете гёзов, устроенном 8 апреля 1566 Хендриком ван Бредероде в Кулемборгском дворце, где вместе с принцем Оранским, графом Эгмонтом и другими лидерами пил «за здоровье гёзов». Правительница расценила это совещание как заговор, после чего относилась к Лалену, как к «врагу Бога и короля», но была вынуждена отложить репрессии, и прибегнуть к его помощи для пресечения беспорядков.

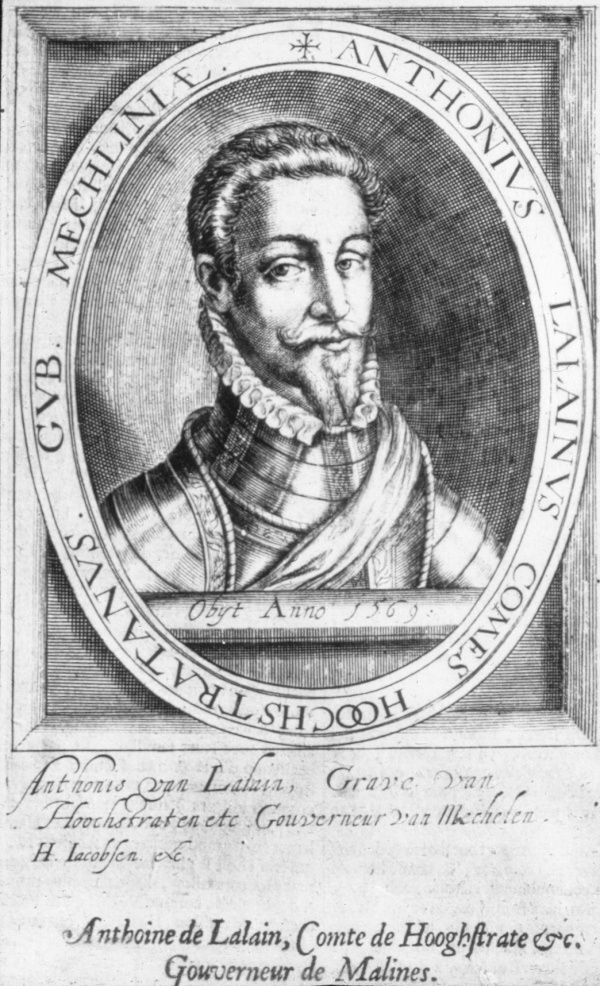
Антуан II де Лален

24 августа 1566 граф был направлен губернатором в Мехелен, по просьбе тамошнего магистрата, и усмирил волнения, используя попеременно силу и убеждение. После ужесточения политического курса и репрессий Маргарита отозвала Хогстратена из города, послав туда своего майордома де Семери.
Наибольшую опасность для режима представлял Антверпен, финансовая столица Нидерландов, где значительная часть населения обратилась в кальвинизм и лютеранство. Для наведения порядка туда были посланы Вильгельм Оранский и граф ван Хогстратен. После возвращения Вильгельма в Голландию Лален 11 октября стал губернатором Антверпена, и 17-го решительно подавил восстание, казнив шестерых мятежников.
Граф безуспешно пытался побудить Эгмонта встать на сторону Вильгельма Оранского, организовав их встречу в Термонде. Действия конфедератов вызывали все большие подозрения у правительницы, попытавшейся заставить их принести присягу в безоговорочном подчинении королю. Принц Оранский, Хорн и Лален категорически отказались это сделать, после чего Вильгельм 21 апреля 1567 покинул Антверпен с большим числом сторонников. При этом Лален добился от Маргариты рекомендательных писем к императору, курфюрсту Кёльнскому и другим князьям, а когда герцог Альба прибыл в Нидерланды, направил ему приветствие, извинившись за то, что не может явиться лично.
Новый наместник наложил секвестр на владения оппозиционеров, и 19 января 1568 потребовал у Лалена предстать перед Советом по волнениям. Тот отказался, заявив, что не признает для себя никакой юрисдикции, кроме капитула ордена Золотого руна, а затем отпечатал специальную брошюру под названием la Défense de messire de Lalaing, comte d'Hocstrate, baron de Borssel et de Sombresse, датированную 25 апреля, в которой опровергал обвинения Альбы, как клеветнические, ссылался на письма Маргариты и свой вклад в подавление мятежей в Мехелене и Антверпене.
Памфлет был рассчитан на привлечение общественного мнения, и мог бы иметь вес в условиях мирного времени, но к весне 1568 года гражданская война стала неизбежной. 28 мая Антуан де Лален был торжественно приговорен к вечному изгнанию, а его владения отходили в казну. Оранский и его сторонники набрали в Германии наемную армию и пытались вторгнуться в Нидерланды. Граф ван Хогстратен, принявший участие в этой кампании, был ранен в ногу выстрелом из собственного пистолета при отступлении после битвы при Жодуане, близ Тонгерена, 20 октября, и умер 11 декабря в местечке Сиссан, в районе Реймса, через который выбитые из Нидерландов войска принца Оранского возвращались в Германию.
Среди современников ходили слухи, что причиной смерти графа была не рана, а отравленное питье.

## Семья
Жена (ок. 1560): Элеонора де Монморанси (ум. после 1585), дочь Жозефа де Монморанси, сеньора де Нивеля, и Анны ван Эгмонт, вдова Понтюса де Лалена, сеньора де Бюньикура
Дети:
- Гийом де Лален (1563—1590), граф ван Хогстратен, Хорн и де Реннебург. Жена (1587): Мария-Кристина д'Эгмонт (1550—1622), герцогиня де Бурнонвиль, дочь графа Ламораля I д'Эгмонта и Сабины фон Пфальц-Зиммерн
- Филипп-Герман де Лален (02.1567—1657), каноник в Льеже
- Шарль III де Лален (ок. 1569—3.10.1626), граф ван Хогстратен и Хорн. Жена (1607): Александрина де Лангле (ум. 1626), дочь Жака де Лангле, барона д'Эйн и Пек, и Жаклин де Рекур
- Анна де Лален (ум. 02.1613). Муж (4.10.1581): Гийом де Монморанси, сеньор де Торе (1546 или 1547 — 1593)
- Маргарита де Лален. Муж (ок. 1585): Жорж Байе де Лоппар, сеньор де Шатобреен (ум. 1602)